# Nomad Cars
Die Nomad Cars Ltd. war ein britischer Automobilhersteller, der 1925–1926 in Hastings (Sussex) und London ansässig war.
Das einzige Modell 3/8 hp war ein Cyclecar und entsprach größtenteils dem Gnome. Wie dieser war er ein offener, einsitziger  Roadster mit Einzylinder-Zweitaktmotor und 342 cm³ Hubraum. Auch den Radstand von 2032 mm, die Länge von 2870 mm und die Breite von 1320 mm hatte er mit seinem Zwilling gemein.
Die Unterschiede der beiden Cyclecars lagen beim Vergaser und den Reifen.